# Парсонс-Понд
Парсонс-Понд (англ. Parson's Pond) — містечко в Канаді, у провінції Ньюфаундленд і Лабрадор.

## Населення
За даними перепису 2016 року, містечко нараховувало 345 осіб, показавши скорочення на 9,9%, порівняно з 2011-м роком. Середня густина населення становила 27,3 осіб/км².
З офіційних мов обидвома одночасно не володів жоден з жителів, тільки англійською — 345.
Працездатне населення становило 46,4% усього населення, рівень безробіття — 42,3% (36,4% серед чоловіків та 40% серед жінок). 84,6% осіб були найманими працівниками, а 7,7% — самозайнятими.

## Клімат
Середня річна температура становить 3,4°C, середня максимальна – 18,3°C, а середня мінімальна – -13,7°C. Середня річна кількість опадів – 1 174 мм.
| Клімат поселення                              | Клімат поселення | Клімат поселення | Клімат поселення | Клімат поселення | Клімат поселення | Клімат поселення | Клімат поселення | Клімат поселення | Клімат поселення | Клімат поселення | Клімат поселення | Клімат поселення | Клімат поселення |
| Показник                                      | Січ.             | Лют.             | Бер.             | Квіт.            | Трав.            | Черв.            | Лип.             | Серп.            | Вер.             | Жовт.            | Лист.            | Груд.            |                  |
| Середній максимум, °C                         | −3,07            | −3,94            | 0,18             | 5,85             | 11,17            | 15,65            | 18,17            | 18,25            | 14,32            | 8,95             | 4,06             | −1,38            |                  |
| Середня температура, °C                       | −7,96            | −8,8             | −4,7             | 0,98             | 6,29             | 10,78            | 15,08            | 15,15            | 11,21            | 5,85             | 0,96             | −4,46            |                  |
| Середній мінімум, °C                          | −12,82           | −13,67           | −9,57            | −3,89            | 1,40             | 5,90             | 11,98            | 12,04            | 8,12             | 2,74             | −2,14            | −7,57            |                  |
| Норма опадів, мм                              | 119              | 91               | 82               | 66               | 81               | 101              | 98               | 112              | 108              | 108              | 105              | 103              |                  |
| Середньомісячна швидкість вітру, м/с          | 5.39             | 5.00             | 5.00             | 4.73             | 4.37             | 4.24             | 3.98             | 4.12             | 4.54             | 4.80             | 5.16             | 5.41             |                  |
| Середньомісячна сонячна радіація, кДж/м²·день | 3318             | 6359             | 10772            | 14707            | 17840            | 19117            | 18466            | 15585            | 11350            | 6756             | 3634             | 2493             |                  |
| --------------------------------------------- | ---------------- | ---------------- | ---------------- | ---------------- | ---------------- | ---------------- | ---------------- | ---------------- | ---------------- | ---------------- | ---------------- | ---------------- | ---------------- |
| Джерело:                                      |                  |                  |                  |                  |                  |                  |                  |                  |                  |                  |                  |                  |                  |